# Långmarktjärnen, Medelpad
Långmarktjärnen är en sjö i Ånge kommun i Medelpad och ingår i Ljungans huvudavrinningsområde.